# Вигоново-Фонтанафреда (Порденоне)
Вигоново-Фонтанафреда је насеље у Италији у округу Порденоне, региону Фурланија-Јулијска крајина.
Према процени из 2011. у насељу је живело 8283 становника. Насеље се налази на надморској висини од 45 м.